# ウード (西フランク王)
ウード（Eudes、852年以降 - 898年1月3日）は西フランク国王。885年から886年にかけパリを包囲したノルマン人を撃退した。

## 生涯
ネウストリア侯ロベール・ル・フォールとトゥール伯ユーグの娘アデライードとの間に長男として生まれた。弟に後のロベール1世がいた。母の姉妹エルマンガルドは皇帝ロタール1世と、ベルトはパリ伯ジェラール2世とそれぞれ結婚している。
866年の父の没後にネウストリア侯位を相続したが、カロリング朝のシャルル2世（禿頭王）は868年に侯位を剥奪し、サン＝ジェルマン修道院長ユーグ（Hugues l'Abbé）に与えた。882年か883年に、サン＝ジェルマン修道院長ユーグの許可とパリ司教ゴズラン（Gozlin）の支持を得て、パリ伯の地位を得た。
884年にカルロマン2世が没した翌年、ウードはトゥール伯・ブロワ伯・アンジェ伯となり、886年、トゥールの聖マルタン修道院長の地位も回復した。

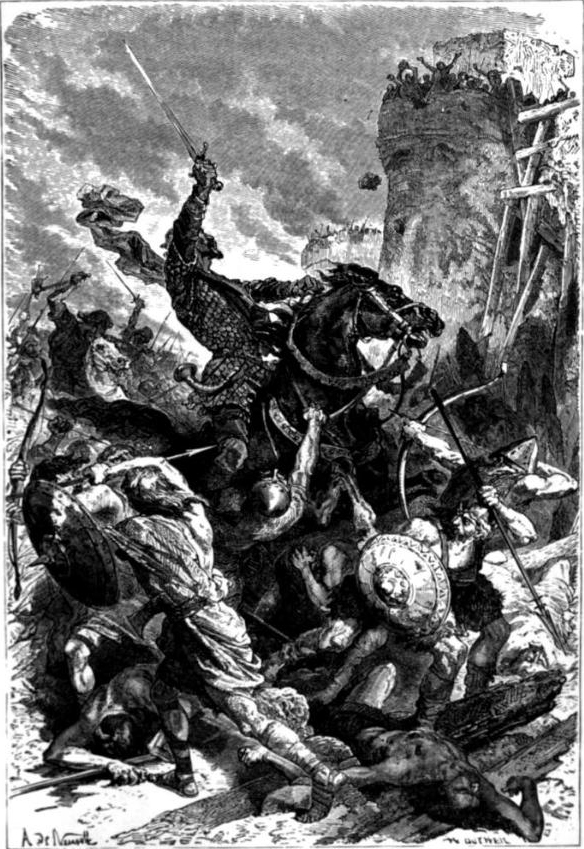
パリ伯の帰還
（19世紀の絵画)

パリ伯ウードは、885年から886年に掛けての冬、パリを包囲したノルマン人を撃退し、シャルル2世が廃位された翌年の888年2月、領邦諸侯と司教等に推されて西フランク王国の王位に就き、コンピエーニュで戴冠した。カロリング一族でない最初の王だった。彼はヴァイキングと戦い続け、アルゴンヌのモンフォーコンで更に敵を破った。
しかし、ウード王の支配は徹底しなかった。シャルル2世の子シャルル（後のシャルル3世）は、893年にランスのサン＝レミ修道院（l'abbaye Saint-Remi）で聖別され、彼を担ぐ一派がウードと対立した。
東フランク王アルヌルフははじめウードを承認していたが、894年に至ってシャルルへの支持を宣言した。3年続いた両派の紛争の後、ウードはシャルルにセーヌ北部を引き渡し、かつ、シャルルを次の王に指名した。
ウードは898年1月1日、ピカルディのラ・フェール（La Fère）で没し、サン＝ドニ大聖堂に埋葬された。テオドラード・ド・トロワと結婚したが、子は皆早逝した。